# 圣奥梅尔区
圣奥梅尔区（法語：arrondissement de Saint-Omer）是法国加来海峡省所辖的一个区。总面积813平方公里，总人口129339人，人口密度每平方公里159人（2018年）。主要城镇为圣奥梅尔。

## 辖区
圣奥梅尔区辖有89个市镇。